# Italská invaze do Albánie

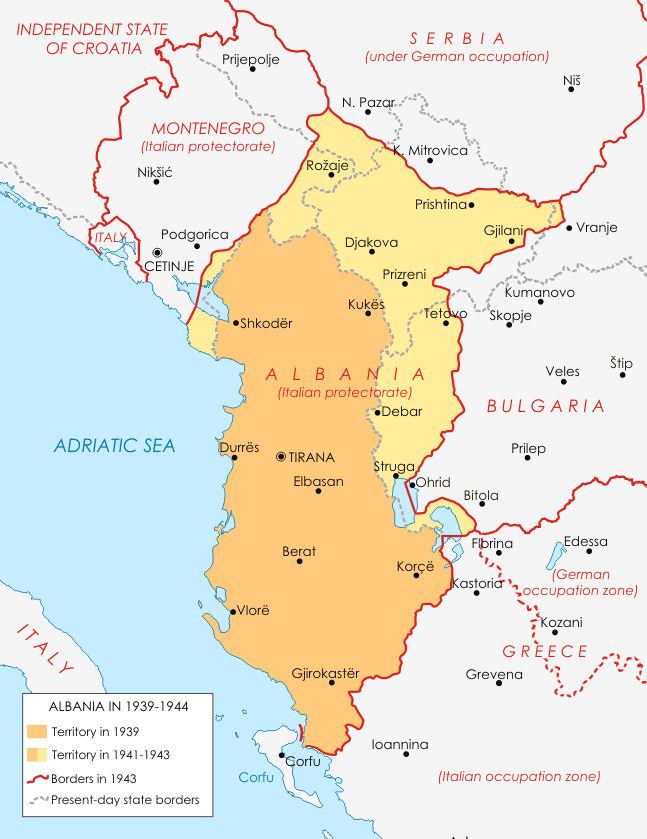
Albánie během 2. světové války

Italská invaze do Albánie byla završením dlouhodobého plánu Itálie zvýšit svůj vliv na Balkáně. 

## Předchozí události
Itálie vnímala Albánii jako svoji zónu zájmu a prostřednictvím mezinárodních smluv a vzájemných dohod z 20. a 30. let 20. století získala velký vliv na rozhodování v této zemi. Již několik let fungovala Albánie víceméně jako italský satelit, neboť byla na její zahraniční pomoci přímo závislá. Itálie také financovala jen velmi malé albánské vojsko, které nebylo v žádném případě schopné bránit hranice státu, takže se anexe jevila jako otázka času. Poté, co Německo získalo Rakousko a rozbilo Československo, obávala se Itálie navíc příliš velkého růstu vlivu Německa, které by tak mohlo ohrozit její vliv. Velké půjčky, které albánská vláda od Itálie přijala a nesplácela, stejně jako snaha ještě více rozšířit svoji moc, byly klíčovými důvody pro okupaci této země. Anexe byla připravena v italských politických kruzích již na jaře 1938.

## Anexe
7. dubna 1939, necelých pět měsíců před vypuknutím druhé světové války, započala anexe Albánie. Po krátkém boji, v němž albánské jednotky nebyly schopné zemi dostatečně bránit, byla 10. dubna 1939 prakticky celá Albánie okupována.[zdroj?] 9. dubna 1939 albánský král Zog I., jenž byl předtím od roku 1925 spojencem Itálie, která ho dřív podporovala, uprchl s rodinou do sousedního Řecka a poté do Londýna, neboť odmítl přijmout italskou diktaturu. 12. dubna 1939 albánský parlament odhlasoval sesazení krále Zoga I. a spojení Albánie s Itálií formou personální unie, přičemž albánskou korunu nabídl italskému králi Viktoru Emanuelovi III. Parlament také zvolil Shefqeta Beje Verlaciho předsedou vlády.
Verlaci kromě toho pět dní zastával i post hlavy státu do doby, než Viktor Emanuel III., na ceremoniálu v římském paláci Quirinale, přijal albánskou korunu. Viktor Emanuel III. se však neprohlásil králem Albánců, jako Zog I., ale králem Albánie.

## Důsledky
Albánie přestala existovat jako nezávislý stát a stala se autonomním italským protektorátem, podobným německému Protektorátu Čechy a Morava[zdroj?], v němž Itálie připravovala eventuální kolonizaci a asimilaci zdejšího obyvatelstva.[zdroj?] Viktor Emanuel III. byl oficiálně albánským králem až do svojí abdikace 25. července 1943. Albánii i nadále vládla albánská civilní vláda, v jejímž čele stáli italští guvernéři. Ministerstvo zahraničí Albánie bylo zrušeno s odůvodněním, že zahraniční politiku země nyní vykonává vláda v Římě. 15. dubna 1939 Albánie vystoupila ze Společnosti národů. Shefqet Bej Verlaci, jenž byl ve funkci prvního předsedy vlády, měl na starosti každodenní záležitosti italského protektorátu. 23. dubna 1939 byla zřízena Albánská fašistická strana a ostatní byly zakázány. Albánie získala novou „ústavu“ (pokud lze tento dokument, který se jmenoval Generální statut takto nazývat), obsahovala však většinou jen články věnující se konkrétním vztahům s Itálií.
V říjnu 1940 se Albánie stala italskou základnou pro neúspěšnou invazi do Řecka. V květnu 1941 bylo území Albánie rozšířeno o Kosovo, část Černé Hory a některá další území. Po kapitulaci Itálie v září 1943 okupovalo Albánii, i přes poměrně silný ozbrojený odpor místních, německé vojsko. Během války v zemi operovaly partyzánské jednotky, jež bojovaly jak proti Italům, tak později proti Němcům. V říjnu 1944 Němci odešli a v Albánii se k moci dostali komunisté vedení Enverem Hodžou.